# Alfred Haighton
Coenraad Alfred Augustus Haighton (Rotterdam, 26 oktober 1896 - Beekbergen, 13 april 1943) was een Nederlands miljonair en financier van diverse fascistische en nationaalsocialistische bewegingen.

## Leven
Alfred Haighton was de zoon van de Nederlandse miljonair Johannes Gerard Haighton en Louise Mathilde de Haas. De familie van vaderskant kwam oorspronkelijk uit Schotland. Het was een geslacht van kooplieden en officieren, dat ten slotte was terechtgekomen in Nederlands-Indië. De grootvader en vader van Alfred Haighton waren beiden daar geboren. Vandaar dat Alfred Haighton dit overzeese gebiedsdeel later als zijn tweede vaderland zou beschouwen. Zijn vader had in 1902 de N.V. De Eerste Nederlandsche Maatschappij tot Verzekering van Risico in Loterijen (kortweg Lotisico) opgericht, een soort kansspelverzekering waarmee hij puissant rijk werd. Zoon Alfred Haighton zat aanvankelijk op het Haagse Eerste Stedelijk Gymnasium, maar hij stopte al na het eerste jaar. In 1912 verliet hij de school, na te zijn afgewezen voor het tweede jaar. Door middel van privé-onderwijs trachtte hij zich vervolgens voor te bereiden op het staatsexamen, maar daarvan kwam het nooit.
Het gezin Haighton viel in 1915 uiteen. Alfred en zijn broer Willem bleven wonen bij hun moeder. In 1919 brak hij bij een val zijn linkerheup, als gevolg waarvan hij daarna enigszins mank liep. In datzelfde jaar overleed plotseling zijn vader. Hierdoor werd Alfred, als oudste zoon, geacht zijn vader in Lotisico op te volgen. Dit bekoorde Alfred echter matig, want in 1921 trad hij op eigen verzoek af. Hij werd commissaris van Lotisico. Vanaf dat moment richtte hij zijn leven in naar eigen wensen. Hij was immers financieel onafhankelijk. Zo kocht hij in de jaren 1922-1924 voor f 20.000 (omgerekend naar de waarde in 2005 is dit: € 120.000) het weekblad De Kunst en voor f 100.000 (waarde in 2005: € 615.000) de Leidse drukkerij Batteljee en Terpstra. In 1928 voegde hij voor f 20.000 (waarde in 2005: € 128.000) het literaire maandblad Nederland aan zijn artistieke imperium toe.
In diezelfde tijd maakte hij met zijn eerste echtgenote een wereldreis, die hem onder andere naar de Verenigde Staten bracht. Daar behaalde hij in 1926 naar eigen zeggen de doctorstitel in de filosofie op een proefschrift over de Duitse filosoof Arthur Schopenhauer. Zijn proefschrift heette naar verluidt Het Voluntarisme van Arthur Schopenhauer vergeleken met het energiebegrip der tegenwoordige Physica. Eind jaren twintig raakte hij gebrouilleerd met zijn broer, die de leiding over Lotisico had overgenomen. Deze strijd hield Alfred voortdurend bezig. Op 13 april 1943 overleed hij plotseling aan een hartaanval.

## Huwelijken
Nadat Haightons eerste huwelijk in 1930 op een scheiding was uitgelopen, hertrouwde hij drie maal. In alle drie de gevallen, viel daarbij zijn keuze op vrouwen die slechts één been bezaten. Zijn voorkeur voor eenbenige vrouwen was waarschijnlijk het gevolg van zijn eigen lichamelijke inferioriteit, hij was als jongeling zelf mank geworden. Hij trouwde kort na de scheiding met Johanna van Nooten. In 1935 werd bij haar een hersentumor geconstateerd waar ze spoedig aan overleed. Volgens zijn broer plaatste hij advertenties in buitenlandse kranten in zijn zoektocht naar eenbenige vrouwen. In 1937 reisde hij naar Oostenrijk en leerde daar Beatrix Speigl kennen met wie hij in dat jaar trouwde. Na haar overlijden in 1941 trouwde hij opnieuw met een eenbenige vrouw, Adela Boode in 1942.

## Politiek
Alfred Haighton stond aan de wieg van het georganiseerde Nederlandse fascisme. Hij was een van de vier oprichters (en de grote financier) van het Verbond van Actualisten, dat op 22 januari 1923 werd opgericht. Dit was de eerste fascistische beweging van Nederland. Over de relatie tussen actualisme en fascisme zei dr. K.H.E. de Jong, een van de oprichters, later: Het actualisme stelt zich voor Nederland het doel, dat het fascisme zich voor Italië heeft gesteld. Na de voor het VvA rampzalig verlopen Tweede Kamerverkiezingen van 1925 verliep het VvA.
In 1927 zetten Haighton en zijn medestander Hugo Sinclair de Rochemont (een van de vier oprichters van het VvA) het tijdschrift De Bezem, fascistisch weekblad voor Nederland op. In december 1928 werd dan ook de Vereeniging De Bezem opgericht. Na enige strubbelingen moest Sinclair het veld ruimen en kreeg Jan Baars een grote rol in De Bezem. Medio 1932 viel De Bezem uiteen, als gevolg van (alweer) interne strubbelingen. Volgens een medewerker had Haighton ongeveer ƒ 500.000 (waarde in 2005: € 3,8 miljoen) besteed aan De Bezem.
In deze tijd bekeerde Haighton zich openlijk tot het antisemitisme en daardoor raakte hij meer geïnteresseerd in het Duitse nationaalsocialisme dan in het Italiaanse fascisme. In 1932 maakte Haighton bekend dat zijn heropgerichte De Bezem-groep zou gaan fuseren met de pas opgerichte Nationaal-Socialistische Nederlandsche Arbeiderspartij (NSNAP). Deze NSNAP bleek ook al geen succes en viel spoedig uiteen in drie kleine NSNAP'tjes. Daarmee kwam een voorlopig einde aan de politieke loopbaan van Haighton, die met behulp van zijn geld fascistische groepjes ondersteunde, maar ze ook met het grootste gemak als een baksteen liet vallen.
In 1935 verbond hij zich aan Zwart Front, de partij van Arnold Meijer. In juli 1940 verbrak hij alle banden met Meijer, die toen al zijn Zwart Front had omgedoopt in Nationaal Front. Tot zijn dood in 1943 onthield hij zich van openlijke acties, maar wel bleef hij betrokken bij diverse kleinere nationaalsocialistische en/of fascistische partijtjes — tot deze einde 1941 allemaal werden verboden door de Duitse bezetter.

## Letteren
Haightons literaire debuut vond plaats in de jaargang 1915 van De Nieuwe Gids, het tijdschrift van Willem Kloos. Haighton zou de rest van zijn leven een sterke verbondenheid en verering voelen voor Kloos. In 1926 verscheen zijn eerste (en enige) dichtbundel, Verzen geheten. Kloos was er lyrisch over, maar dat kan ook komen omdat Haighton Kloos en diens echtgenote Jeanne Reyneke van Stuwe financieel ondersteunde. In 1927 verscheen zijn enige roman, Successie.
In de hierop volgende jaren beperkte Haighton zich tot de literaire essayistiek. Hij betoonde zich een warm pleitbezorger van de literaire erfenis van de Tachtigers; van de nieuwere contemporaine literatuur moest hij niets hebben. Willem Kloos overleed op 31 maart 1938 en op 9 april reeds kocht Haighton voor f 5.650 (waarde in 2005: € 44.000) het zieltogende tijdschrift De Nieuwe Gids. Het blad was geen schim meer van wat het ooit geweest was, maar voor Haighton zal alleen de naam geteld hebben. Onder Haightons leiding raakte het tijdschrift steeds meer verzeild in nationaalsocialistisch vaarwater. Na Haightons dood in 1943 werd het opgeheven: het blad bleek toen nog 98 abonnees te hebben.

## Publicaties
- Alfred Haighton: '[Autobiografie 1896-1940]'. In: Willem Huberts: Er moest iets nieuws komen. Getuigenissen van Nederlandse fascisten 1941-1950. Nijmegen, 2019, pag. 59-88

## Publicaties over Haighton
- G.J.G. de Gier: Alfred Haighton. Financier van het fascisme. Amsterdam, Sijthoff, 1988. ISBN 978-90-2183785-7
- Willem Huberts: 'Alfred Haighton'. In: Willem Huberts: Er moest iets nieuws komen. Getuigenissen van Nederlandse fascisten 1941-1950. Nijmegen, 2019, pag. 51-58